# Hałuski

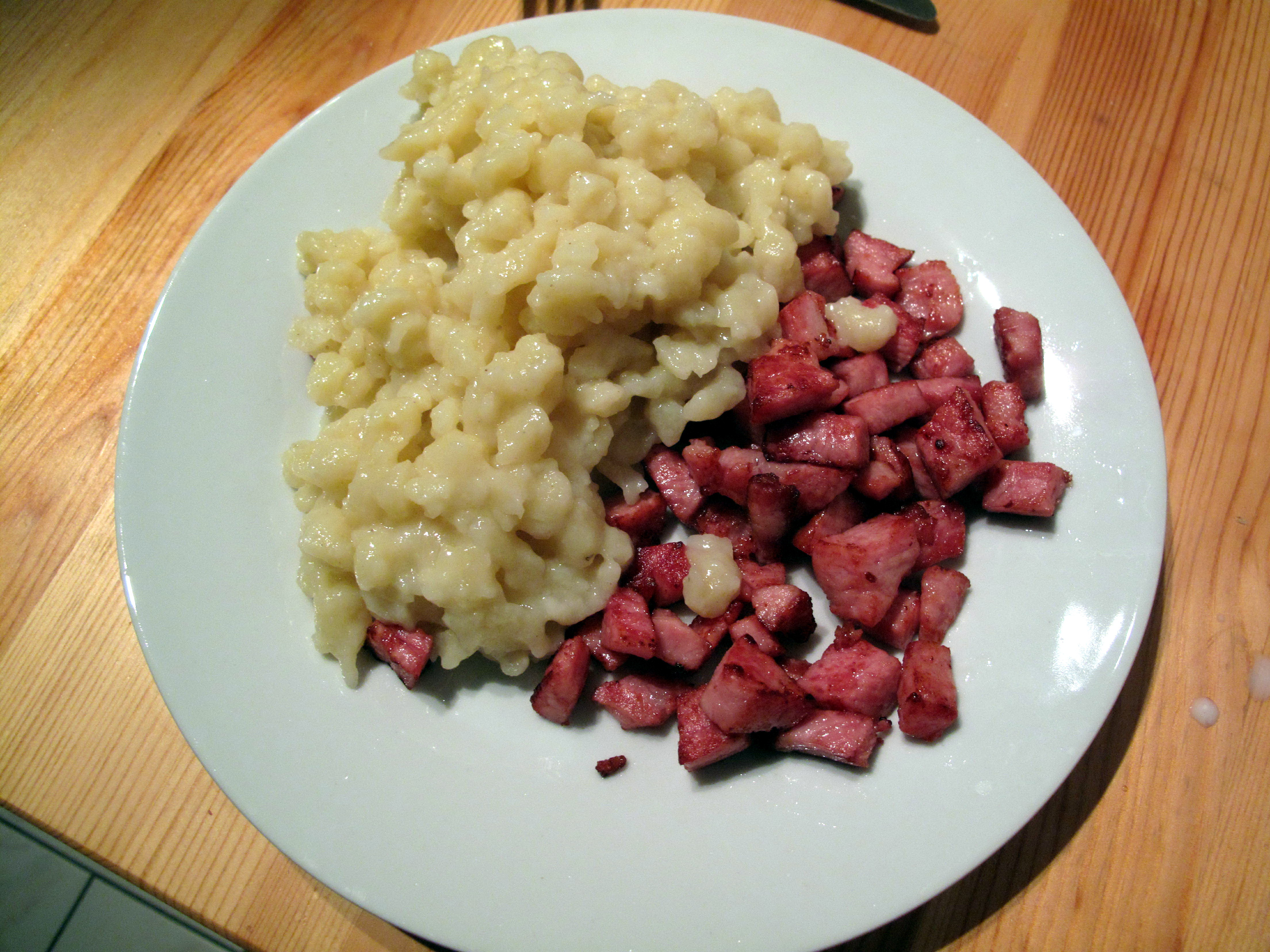
Hałuski z kiełbasą

Hałuski, gałuszki, haluszki, halušky – ziemniaczane kluseczki, danie regionalne wielu kuchni wschodnioeuropejskich, w tym kuchni góralskiej.
Kluseczki przyrządza się z tartych ziemniaków, mąki oraz soli. Utarte na tarce ziemniaki łączy się z tzw. krochmalem (gęsta odstoina powstała po odlaniu „wody” z utartych ziemniaków). Dodaje trochę mąki – tyle aby zagęścić masę. Palcami wyrabia się małe porcje i wrzuca je do wrzątku. Kiedy wypłyną, odcedza się je i podaje np. z ciepłym mlekiem, serem lub polane dostępnym tłuszczem np. skwarkami z wytopionej spyrki.
Inną wersją porcjowania klusek było nabieranie (gwarowo: scykanie) ich łyżką z przygotowanej na talerzu warstwy masy. Stąd też nazwa: kluski scykane (również, a może nawet przede wszystkim, scykanymi są określane tarcioki czyli kluski ziemniaczane, które są wpisane na listę produktów tradycyjnych).
Obecnie ta receptura jest prawie całkiem zapomniana i gotuje się słowacką odmianę kluseczek tzw. halušky z gotowanych ziemniaków i większej ilości mąki oraz jajek. Słowacy uważają halušky za narodową potrawę, ale w Tyrolu gotuje się podobne kluseczki nazywane szpeclami (niem. Spätzle). Na Ukrainie gałuszki (галушки, hałuszky) mają nawet swój pomnik.